# Жимбор (Брашов)
Жимбор (рум. Jimbor) насеље је у Румунији у округу Брашов у општини Хомород. Oпштина се налази на надморској висини од 486 m.

## Становништво
Према подацима из 2002. године у насељу је живело 483 становника.

### Попис2002.
| Расподела становништва по националности 2002.‍ | Расподела становништва по националности 2002.‍ | Расподела становништва по националности 2002.‍ | Расподела становништва по националности 2002.‍ | Расподела становништва по националности 2002.‍ |
| --------------------------------------------- | --------------------------------------------- | --------------------------------------------- | --------------------------------------------- | --------------------------------------------- |
|                                               |                                               |                                               |                                               |                                               |
| Румуни                                        | Румуни                                        |                                               | 34                                            | 7,1%                                          |
| Мађари                                        | Мађари                                        |                                               | 408                                           | 84,6%                                         |
| Роми                                          | Роми                                          |                                               | 40                                            | 8,3%                                          |